# Run-Schule
Die Run-Schule (chinesisch 潤派 / 润派, Pinyin Run pai, englisch Run Sect) ist eine der vier Schulen des Südlichen (bzw. Theravāda- oder Pali-) Buddhismus (chin. Shangzuobu Fojiao oder Nanchuan Fojiao) in Yunnan. Sie wurde über den Norden Thailands (Chiang Mai) und den Osten Myanmars (Kengtung) nach Xishuangbanna in der chinesischen Provinz Yunnan eingeführt und ist auch in Lincang verbreitet. Sie wird unterteilt in die beiden Zweige Huayuansi pai 花园寺派 (auch Baisun pai 摆孙派 genannt) und Lianhuasi pai 莲花寺派 (auch Baiba pai 摆罢派 genannt).
Huayuansi pai ist verbreitet an beiden Ufern des Flusses Lancang Jiang (Mekong) im Gebiet von Damenglong 大勐龙, Jinghong 景洪 und Menghan 勐罕. Lianhuasi pai ist verbreitet im Berggebiet des Dorfes Xiding (der Blang) 西定布朗山区, in den Gebieten von Mengzhe 勐遮, Menghai 勐海 und Menghun 勐混. 
Wie auch in der Baizhuang-Schule (Baizhuang pai) ist das Mönchs- und Priesterwesen sehr stark ausgebildet und sein Einfluss sehr stark.